# جوجل مصمم الويب (تطبيق)
جوجل مصمم الويب Google Web Designer هو برنامج لأنظمة التشغيل Windows و Mac و Linux من قبل شركة Google لإنشاء إعلانات بمعايير HTML5 التفاعلية ومحتوى ويب بمعايير HTML5 . وهو يوفر واجهة المستخدم الرسومية مع أدوات التصميم الشائعة، مثل أداة النص التي تتكامل مع Google Web Fonts ، وأداة الأشكال ، وأداة القلم ، والأدوات ثلاثية الأبعاد. ويتضمن مجموعة من الميزات الإعلانية والتي تحتوي مكونات لإضافة خرائط Google ومقاطع فيديو YouTube والمزيد ، بالإضافة إلى تضمين أحداث شفرة التتبع تلقائيًا لـ DoubleClick و AdMob.
ويتيح عارض الشفرة لبرنامج جوجل مصمم الويب للمستخدم إنشاء ملفات CSS وجافا سكريبت و XML، ويستخدم تمييز بناء الجملة والإكمال التلقائي للشفرة مما يجعل كتابة الشفرة أسهل مع أخطاء أقل.
يمكن تنزيل البرنامج Google Web Designer واستخدامه مجانًا.

## روابط خارجية
- Google Web Designer
- ملاحظات الإصدار - تعليمات Google Web Designer
- تك كرانش